# Johannes Nehring
Johannes Nehring (* 18. August 1902 in Graudenz; † 16. April 1930 in Kühkopf-Knoblochsaue) war ein deutscher Segelflugpionier.

## Leben
Johannes Nehring wurde als Sohn des Schuldirektors Bernhard Nehring (1862–1944) und seiner Ehefrau Martha Marie geb. Janetzkowski (1870–1935) 1902 in Graudenz in Westpreußen geboren. Die Familie zog 1920 nach Bad Homburg vor der Höhe. Nach der Reifeprüfung 1921 kam er nach Darmstadt und studierte ab 1922 Maschinenbau an der TH Darmstadt. Er schloss sich der Akaflieg in Darmstadt an. 1923 lernte er das Segelfliegen und erwarb 1924 die Segelfluglizenz. Er wurde schnell als begabter Flieger bekannt. 1925 machte er die C-Prüfung während eines Wettbewerbs in Rossitten und begann auch mit dem Motorflug.
Bei Flugtagen u. a. auf dem Flugplatz Lichtwiese machte sich Nehring durch akrobatische Flugleistungen einen Namen. Durch seine wiederholten „Fernsegelflug“-Erfolge bei den Rhön-Segelflugwettbewerben wurde er als „Meister des Hangsegelns“ bezeichnet. Er erflog nach 1925 zahlreiche Höhen- und Streckenweltrekorde.
Seit 1928 war Nehring Flugzeugführer der Flugwetterstelle Darmstadt. Am 30. April 1928 erreichte er im Auftrag des Meteorologen Walter Georgii das erstmalige Kreisen im thermischen Aufwind vom Verkehrsflugplatz Lichtwiese aus.
Ein Jahr später flog er mit dem Segelflugzeug „Darmstadt II“ einen Weltrekord an der Bergstraße, indem er über 72 km von Malchen nach Ubstadt bei Bruchsal zurücklegte. Am 1. April 1930 erreichte er beim Einfliegen des Doppeldeckers Darmstadt D 18 ohne Sauerstoffgerät eine Höhe von 8.050 m.
Bei einem Wetterbeobachtungsflug im Auftrag der Wetterflugstelle verunglückte Johannes Nehring am 16. April 1930 mit einer Junkers A 35 (Luftfahrzeugkennzeichen D-990, Werknr. 1061) am Kühkopf tödlich. Ursache war ein abgebrochener Flügel infolge extremer Vereisung.
Nehring wurde in einem Ehrengrab auf dem Katholischen Friedhof in Bad Homburg vor der Höhe beerdigt.

## Ehrungen
- 1931: Ausrufung eines Johannes-Nehring-Preises durch den Hessischen Staatspräsidenten Bernhard Adelung.
- 1934: Errichtung eines Gedenksteins an der Absturzstelle am Kühkopf.
- 1937: In Griesheim wurde eine Straße nach ihm benannt.
- In Bad Homburg wurde eine Straße nach ihm benannt
- 1977: wurde ein Weg auf der Lichtwiese in Darmstadt nach ihm benannt.